# Blink-182
Blink-182 (frecuentemente estilizado como blink-182) es una banda estadounidense de Rock/pop punk, formada el 2 de agosto de 1992 por Tom DeLonge (quien en 2015 sería sustituido por Matt Skiba, para luego volver en 2022), Mark Hoppus, y Scott Raynor (quien en 1998 sería sustituido por Travis Barker) en Poway, California. Son considerados los pioneros del pop punk[cita requerida] y una de las bandas que contribuyó a su éxito masivo internacional a finales de los 1990 y principios de los 2000.
Poco tiempo después de lanzar su primer álbum de estudio en 1995, Cheshire Cat, sería su primer disco oficial ya que antes habían grabado 3 demos, entre ellos Buddha, el cual incluiría uno de sus más grandes éxitos Carousel, la entonces banda llamada «Blink» tuvo que añadir el número «-182» a su nombre debido a que una banda techno irlandesa ya se llamaba «Blink» y amenazó con emprender acciones legales, el 182 lo eligió Mark Hoppus debido a que estaba hablando por teléfono y fue lo primero que se le ocurrió. Tras el primer éxito de Blink-182 con Dude Ranch, de 1997, su segundo álbum de estudio, DeLonge y Hoppus decidieron expulsar a su baterista original, Scott Raynor. Las razones de su despido nunca han sido aclaradas oficialmente por los dos primeros, aunque Raynor aseguró en varias entrevistas que fue culpa de su alcoholismo. Travis Barker, baterista entonces de The Aquabats, reemplazó a Raynor y con él la banda logró acceder al mainstream y al éxito mundial con las superventas de Enema of the State, lanzado en 1999 por MCA Records. Este éxito continuó con su álbum en vivo The Mark, Tom and Travis Show (The Enema Strikes Back) de noviembre de 2000, y con Take off your pants and jacket de junio de 2001. A finales del 2003, tras varios ensayos con bandas paralelas y rumores sobre su separación, lanzaron lo que fue en ese momento su último álbum de estudio, que no fue titulado. Apenas dos años después, en 2005, la banda hizo oficial su separación y surgieron, a su vez, dos grupos de esta ruptura: Angels and Airwaves liderado por DeLonge, y +44 con Hoppus y Barker.
La banda es conocida por su humor satírico y escatológico (conocido en inglés como toilet humor). El lanzamiento de su primer álbum en 1995, Cheshire Cat, coincidió con el éxito del resurgimiento punk rock californiano y del lanzamiento en ese mismo año de discos clásicos del punk rock de la costa oeste como Dookie, de Green Day; Smash, de The Offspring y Punk in Drublic, de NOFX. Las influencias de la banda, según los propios Hoppus y DeLonge fueron NOFX, The Cure, Dinosaur Jr., The Descendents y Screeching Weasel. Con la llegada de Barker a la batería, la banda alcanzó una lírica y un sonido musical más maduro, como se demostró en uno de los proyectos paralelos de DeLonge y Barker, Box Car Racer.
La banda ha vendido 50 millones de discos en todo el mundo y 13 millones solo en Estados Unidos. El 5 de febrero de 2009 se anunció que el trío presentaría un premio en los Grammy, siendo esta la primera vez en 5 años que la banda se presenta en un escenario. El 8 de febrero, siendo presentadores del premio a mejor banda de rock, anunciaron su regreso. El 27 de septiembre de 2011 lanzaron su sexto álbum de estudio, Neighborhoods. Cinco años después, en julio de 2016, publican California, su primer trabajo tras la marcha de Tom Delonge en 2015 y la incorporación de Matt Skiba, donde intentan recuperar su esencia adaptada a los nuevos tiempos. El 20 de septiembre de 2019, publicaron su noveno álbum de estudio, Nine.
En 2022, DeLonge se reintegró al grupo y lanzaron al año siguiente el disco One More Time...

## Historia

### Formación y primeros años (1992-1994)

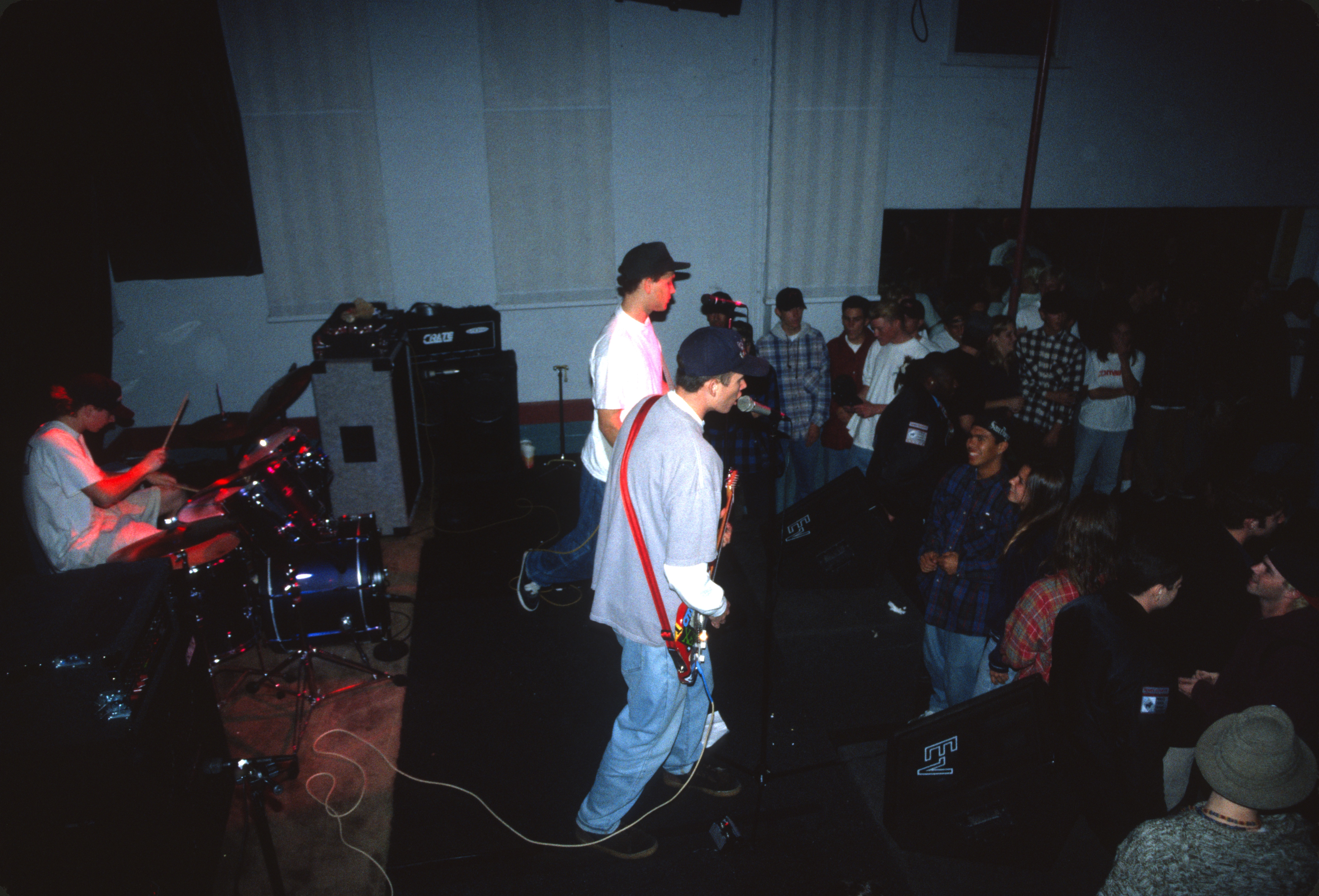
Blink-182 durante una de sus primeras presentaciones en 1993.

Blink-182 se formó en Poway, California, una zona residencial en las afueras de San Diego, en 1992. Tiempo después de graduarse de la secundaria en Ridgecrest, Mark Hoppus se mudó a San Diego para trabajar en una tienda de discos y asistir a la universidad. Por otra parte, a Tom DeLonge lo expulsaron de Poway High School por acudir borracho a un partido de baloncesto, y así se vio forzado a asistir a otra escuela local por un semestre. En Rancho Bernardo High School se hizo amigo de Kerry Key, también interesado en la música punk. Posteriormente, en agosto del 1992, Anne Hoppus (novia de Key) presentó a su hermano Mark a DeLonge. Los dos tocaron durante horas en el garaje de DeLonge, mostrándose el uno al otro las canciones que habían escrito previamente; entre las primeras canciones que escribieron juntos se encuentra «Carousel», que más tarde sería parte del álbum debut de la banda, Cheshire Cat. DeLonge contactó con Scott Raynor, a quien había conocido en el concurso de bandas «Rancho Bernado Battle of the Bands», para que tocara la batería. Raynor era el miembro más joven del trío, con solo catorce años, y su relato es muy diferente; él dijo que inició la banda junto a DeLonge, y luego se unió Hoppus.
El trío comenzó a ensayar en el dormitorio de Raynor, donde pasaban horas escribiendo juntos, al tiempo que Hoppus y DeLonge se alternaban para cantar. En un principio, la banda tuvo de nombre «Duck Tape», hasta que a DeLonge se le ocurrió «Blink». Ellos ensayaban constantemente, lo que enfureció a la novia de Hoppus. Debido a eso, le dijo que tenía que elegir entre la banda y ella, por lo que Hoppus dejó el grupo poco después de su formación. DeLonge le dijo a Hoppus que había pedido prestado cuatro canciones a un amigo, y él y Raynor las estaban utilizando para hacer un demo. Al oír esto Hoppus decidió dejar a su novia y volver a la banda. El demo titulado Flyswatter, fue grabado en mayo de 1993 en el dormitorio de Raynor. Las cuatro pistas fueron tocadas en público, sobre todo a su familia y amigos. El mismo año, la banda grabó otro demo sin título y simplemente conocido como Demo 2. Su tercer demo, Buddha, se grabó en 1994 en los estudios Double Time Studios en San Diego, California. Fueron lanzadas alrededor de 1 000 copias de la cinta producida por Filter Records, una discográfica independiente, encabezada por el jefe de Hoppus.
El primer objetivo del grupo era actuar en SOMA en San Diego, único club para todas las edades (en ese entonces) capaz de albergar a 1 500 personas. Después de tocar por un tiempo en otros pequeños clubes en el sur de California, Hoppus recuerda que «nosotros nos abrimos paso a partir de ahí». DeLonge llamaba a clubes constantemente en San Diego pidiendo un lugar para tocar, así como a las escuelas secundarias locales.
Los lanzamientos de tres de los discos más importantes del punk rock moderno: Dookie de Green Day, Smash de The Offspring y Punk in Drublic de NOFX, dieron a un empujón a Blink-182 para emerger con fuerza en la escena punk de San Diego, esto gracias a que Vandals los incluyó en muchos de sus conciertos. Además, la banda apareció en multitud de videos promocionales de surf, skate y snowboard. Precisamente, una compañía australiana de ropa de estos deportes, Billabong, —una de las más importantes del mundo hoy en día— había comenzado a patrocinar a la banda. Uno de los primeros logos de la banda era una «B», lanzada conjuntamente por Blink-182 y Billabong, aprovechando el juego de comenzar sus nombres con la misma letra.

### Primeros álbumes (1995-1998)

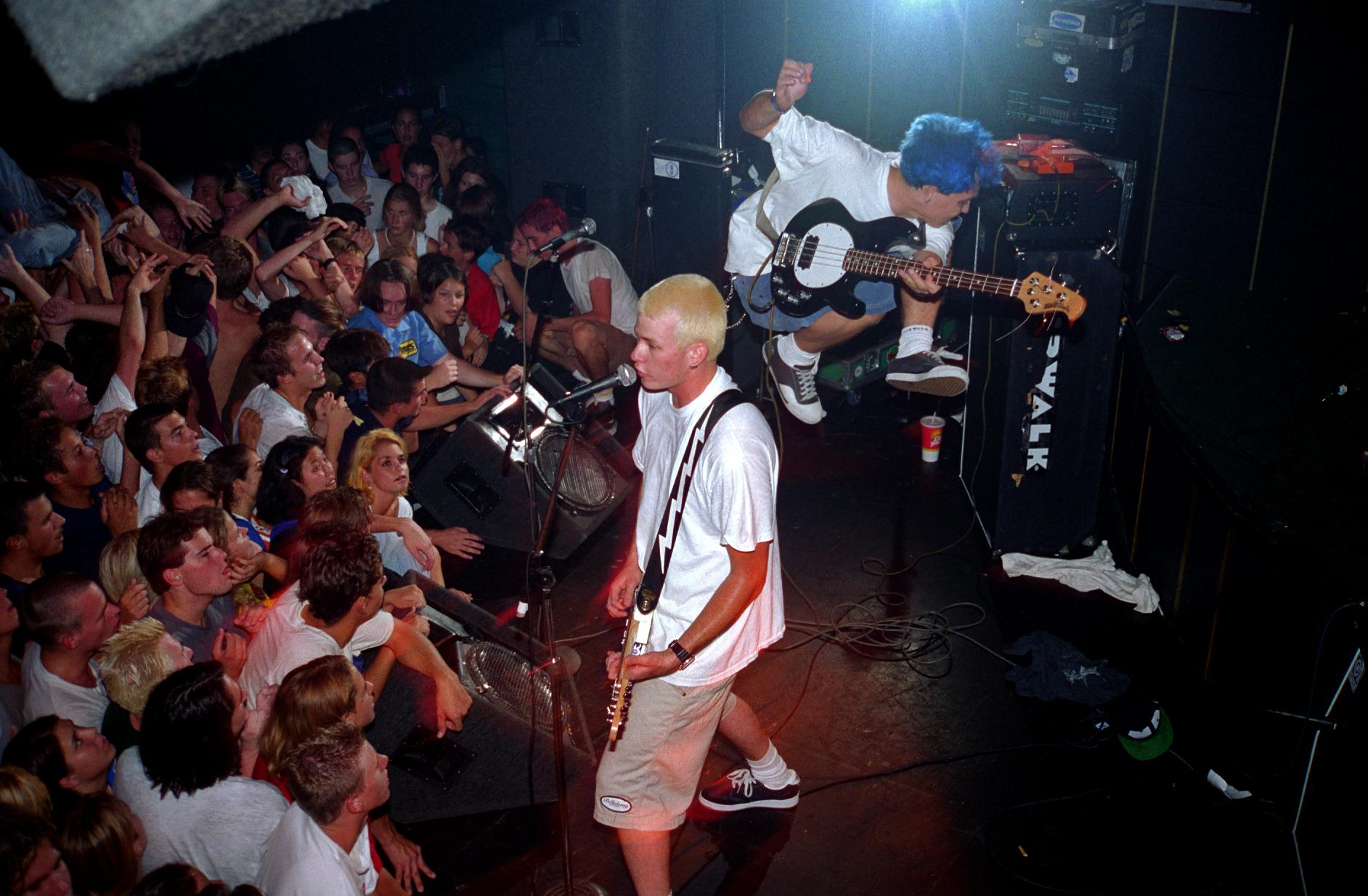
Blink-182 en el Showcase Theater, ubicado en Corona, California, 1995

La banda ganó popularidad por hacer espectáculos de humor y finalmente firmaron con un pequeño sello discográfico independiente llamado Cargo Music, en él fue donde lanzaron su primer álbum de estudio Cheshire Cat en febrero de 1995. Grabado en tres días y alimentados por canciones y regrabaciones de demos anteriores, Blink-182 comenzó a ganar fama fuera de California durante 1995 y 1996. «M+M's» y «Wasting Time» fueron los primeros sencillos, pero ambos fallaron y no lograron entrar a las listas Billboard. Aunque este no tuvo un impacto comercial, ha sido citado por bandas y fanes como un álbum icónico.
Poco después del lanzamiento del álbum, la banda fue amenazada con emprender acciones legales por una banda pop irlandesa del mismo nombre. Para evitar una disputa legal, la banda añadió aleatoriamente «-182» al final de su nombre. Un EP con 3 canciones,They Came to Conquer..., fue lanzado en 1995. Antes de embarcarse en su nuevo álbum, la banda participó en el Warped Tour de 1996 junto a bandas como NOFX y Pennywise. Blink-182 se trasladó a Encinitas, California en 1996, donde grabaron su segundo álbum Dude Ranch con el productor Mark Trombino. Blink-182 grabó el álbum en Cargo Music, y su primer sencillo, «Dammit (Growing Up)», fue su primera canción en entrar a la lista Alternative Songs, esta se mantuvo veintiocho semanas en dicha lista, y consiguió llegar al puesto número once. El sencillo se convirtió en uno de los mayores éxitos de Blink-182. La banda tuvo un pequeño éxito comercial, por lo que firmó con MCA Records en 1998 con el fin de manejar una mayor distribución. El álbum fue lanzado el 17 de junio de 1997, y fue relativamente un éxito comercial, vendiendo 1.5 millones de copias en todo el mundo además de ser certificado con platino por la RIAA en Estados Unidos.

### Expulsión de Scott
La banda estaba viviendo sus mejores momentos, cuando en 1998, surgió un contratiempo dentro de la banda. Scott Raynor dejó de ser el baterista de Blink-182. Aún hoy en día sigue siendo un verdadero misterio el detonante de la marcha de Raynor, que tenía un serio problema de alcoholismo. Hay dos teorías que son las que más se han difundido sobre ello. La primera, que fue expulsado de la banda por ser un alcohólico, DeLonge y Hoppus fueron quienes le expulsaron. Scott Raynor aseguró en una entrevista que Tom y Mark le dieron una oportunidad para tratarse en un centro de rehabilitación. Scott, al principio rechazó esa idea convencido de no necesitarlo pero pidió un fin de semana para pensarlo, hasta que volvió a emborracharse y decidió ir a ese centro. Cuando el baterista llamó a Tom y Mark, fueron estos los que le dijeron que ya era tarde, que estaba expulsado. Otra de las teorías, aunque menos probable, es que Scott dejó la banda para retomar sus estudios. Es cierto que el exbaterista de Blink-182 volvió al instituto, pero no está claro que fuese él mismo quien dejase la banda por este motivo. De todas formas, tanto Tom, como Mark han guardado silencio sobre la marcha de Scott durante toda la trayectoria de la banda. En 2004 AbsolutePunk tuvo una entrevista con Raynor en lo que dijo que la razón de su partida era debido a la fama que estaba tomando Blink-182, por lo que decidió quedarse en una pequeña banda fuera de la corriente popular.

### Éxito internacional (1999-2004)
Tras la marcha de Scott Raynor, se produjo un antes y un después en la trayectoria de la banda, con la llegada de Travis Barker, exbaterista de la banda de ska punk The Aquabats, la banda comenzó su progresiva incursión en el mainstream y su repentino éxito mundial con Enema of the State.
Blink-182 conoció a Travis Barker durante un concierto de la banda de este, The Aquabats, en 1998. Travis, fue invitado a tocar con Blink-182, y tras aprenderse en 45 minutos el set que la banda iba a tocar, Mark y Tom decidieron ficharlo en la banda. A finales de 1998, la banda con su nuevo baterista entró en los DML Studios de San Diego para grabar Enema of the State que fue lanzado en 1999 por MCA Records y producido por Jerry Finn, autor de dos de los discos más importantes de la revolución skate punk californiana de principios de los años 1990, ...And Out Come the Wolves, de Rancid; About Time, de Pennywise y Dookie, de Green Day.
MTV y TRL no pararon de recibir pedidos gracias a los hits «What's My Age Again», «All the Small Things» y «Adam's Song», que rápidamente ocuparon las listas del Billboard. La popularidad de la banda llega a ser tan grande que hicieron un cameo en la comedia para adolescentes American Pie en 1999. Llegaron los premios: Teen Choice, Blockbuster Music Award y los MTV Video Music Awards del 2000, donde ganaron el premio Mejor Video de Grupo por «All the Small Things». Para algunos aficionados de la banda —los anteriores a Enema of the State, es decir, los comienzos—, esta perdió la mayoría de su credibilidad en la escena punk y empezaron a tildarlos de «poseurs» —falsos— o comerciales, porque ganaron fanes «teenyboppers» —adolescentes consumistas— y compartían popularidad con 'N Sync, Backstreet Boys y muchos otros artistas pop; aunque estos mismos eran a los que criticaban en sus videoclips y canciones, como en el video de «All The Small Things». Además, para más unir de los fanes originales, la banda comenzó a ocupar las portadas de las revistas musicales como Rolling Stone, Alternative Press (dos veces), y no musicales como Teen People, Teen y Cosmogirl. Y es que en ese momento Enema of the State había despachado más de cuatro millones de copias en Estados Unidos.
Tom y Mark comenzaron a involucrarse en diversos negocios. Los dos crearon una página web en la que vendían ropa skate, surf y snowboard, Loserkids.com. Ambos, reconocen que antes de crear la banda, eran unos amantes del skate y el snowboard. Mark aseguró que: «Somos del sur de California y estamos fuertemente influenciados por la comunidad surfera y skater. Ninguno de nosotros surfeamos muy bien, es muy difícil. Crecimos haciendo skate y snowboard cuando podíamos. Por lo que estamos muy involucrados en esta comunidad». Más tarde recibieron el patrocinio de Hurley, otra compañía de surf como en su tiempo lo hicieron con Billabong. El propio presidente y fundador de Hurley, Bob, dijo que solo tenía palabras de agradecimiento a la banda de San Diego por su apoyo a la compañía: «Algún día, cuando muera y ojalá vaya al cielo, voy a preguntarle a Dios: Hey, ¿cuántas ventas hizo Blink para Hurley? Porque creo que fueron muchísimas». En 2001, ambos crearon Atticus y Macbeth Athletics, compañías de ropa influida por el surf, el skate y la música.
El éxito de Enema of the State se tradujo en un álbum en directo titulado The Mark, Tom, and Travis Show: The Enema Strikes Back, donde incluyeron una canción inédita, «Man Overboard», y un repaso de lo que llevaban de trayectoria, con especial hincapié al exitoso Enema, como bien indica el subtítulo del álbum, «The Enema Strikes Back» —El Enema golpea de nuevo—. Hubo cierta polémica con el sencillo de este disco, «Man Overboard», ya que en diversas publicaciones se teorizaba sobre una supuesta dedicatoria subliminal a Scott Raynor, pero la banda nunca se pronunció al respecto.
En 2001 la banda lanzó Take Off Your Pants and Jacket, cuarto álbum de estudio, que siguió las mismas fórmulas básicas que Enema of The State, el disco fue un éxito total entre los jóvenes, ya que vendió unas 12 millones de copias en todo el mundo. Blink-182 apareció en la portada de «CosmoGirl» y ganó un «Nickelodeon Kid's Choice Award», a la vez que sus sencillos «The Rock Show», «First Date» y «Stay Together for the Kids» volvían a colarse en las listas de éxitos de Billboard. En ese momento, comienzan a surgir proyectos paralelos a la banda, como Box Car Racer y Transplants. Ya en Box Car Racer, Tom demostró su deseo de una música más madura y comprometida con los sentimientos de las personas que con las pasiones juveniles. En este mismo año, MTV le concedió el premio al Mejor grupo de Rock del año.

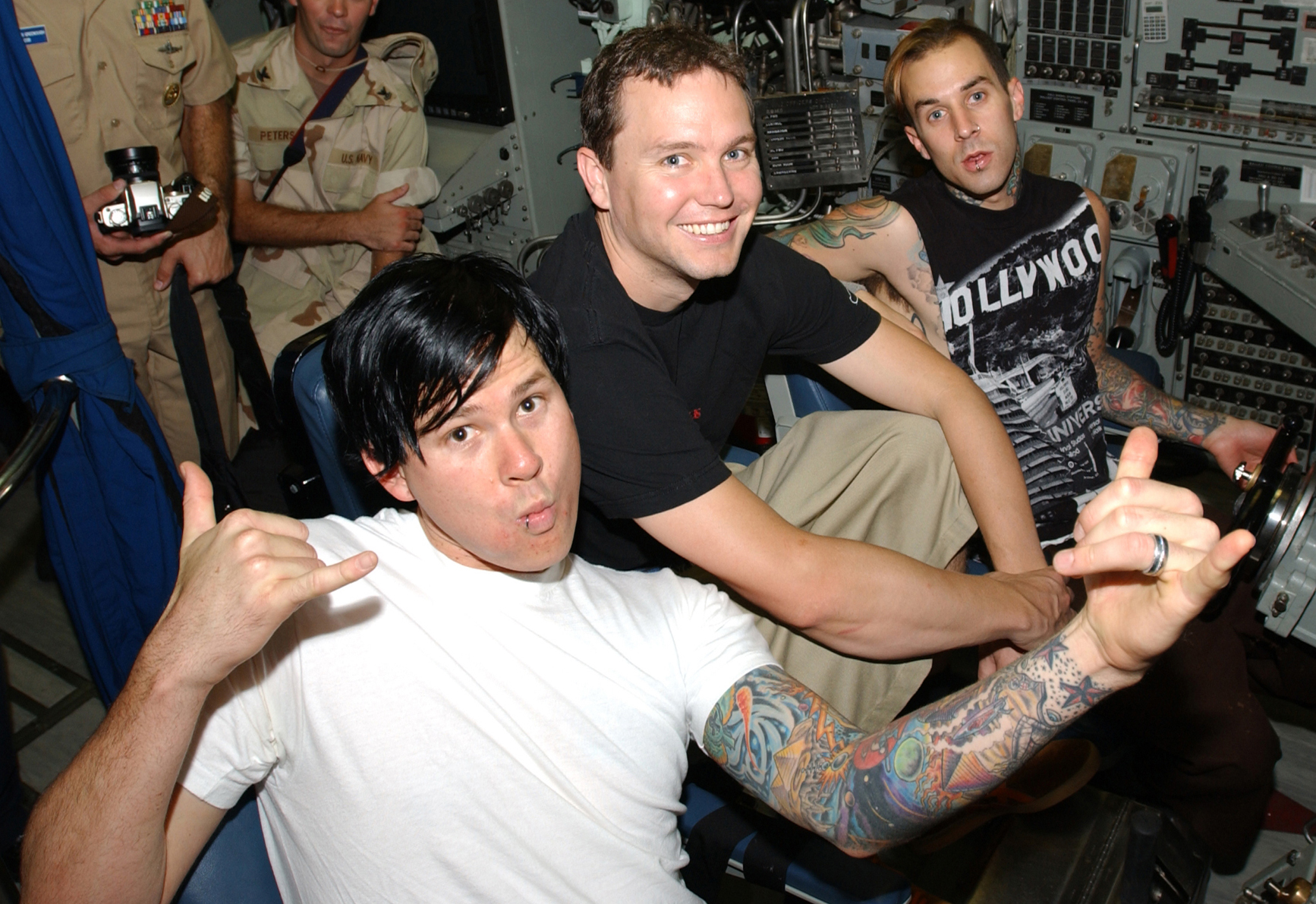
Los miembros Blink-182 a bordo del submarino de ataque de propulsión nuclear durante su visita a las tropas estadounidenses en Manama, Baréin, en 2003.

Blink-182 hizo su quinto disco, que no fue titulado, y que venía precedido de rumores sobre crisis en la banda, posible ruptura y la sombra de sus nuevas influencias en el sonido ya experimentadas con Box Car Racer. La banda debutó con el sencillo Feeling This, en la línea de sus anteriores temas, pero sorprendió con canciones como «I Miss You», «Down» y «Always», más maduras y que confirman el cambio de sonido y tendencia de la banda, lo que no sentó muy bien a sus fieles y que le sirve para lograr otros adeptos más alejados del humorístico pop punk que les caracterizaba. Si bien mucha gente creyó que el álbum tiene el nombre de la banda, los miembros de la banda confirmaron que dejaron el álbum sin título para representar un Blink-182 totalmente nuevo. Otra prueba más del cambio definitivo de sonido e identidad es la inclusión de la colaboración de Robert Smith,  líder de The Cure que contribuyó en el tema «All of This». También tocaron la canción «A Letter to Elise» (The Cure) en el MTV Icon de The Cure. A mediados de 2004 realizaron un tour con No Doubt. En octubre de ese año, la banda graba la canción “Another Girl Another Planet”, un cover de The Only Ones para el programa “Meet the Barkers”. La canción terminó siendo parte del álbum “Greatest Hits” que la banda lanzaría el año siguiente. En noviembre, inician un tour europeo que los llevaria a tocar cada noche frente a más de 20.000 personas. En su show en Londres el 6 de diciembre, invitan al escenario a Robert Smith, para las canciones “All Of This” y un cover de Boys Don’t Cry. El 16 de diciembre, blink-182 toco su último concierto en el Point Theatre en Dublín, Irlanda. Durante este show, Hoppus y DeLonge estaban notoriamente enojados, llegando al nivel de hacerse callar entre ellos y de cambiar la letra de las canciones como en “Feeling This”, donde Hoppus en vez de cantar “I’ll leave when I wanna” canta “Tom leave when you wanna”.

### Separación (2005-2009)
El 21 de febrero de 2005, la banda anunció que no iban a poder tocar en el concierto de "Music For Relief" (Fundación creada por los integrantes de Linkin Park a beneficio de las víctimas del tsunami de Asia del Sur ocurrido en 2004, y que se iba a celebrar en Anaheim, California,), debido a que no estábamos en un buen momento para tocar en directo, necesitábamos un descanso, según Travis Barker. Al día siguiente fue declarado en el sitio oficial de la banda que ellos se tomarían un descanso indefinido para poder así estar más tiempo con sus familiares y amigos.
Como lo confirmaron en una entrevista mantenida con Mark Hoppus, él y Travis Barker estaban trabajando en un proyecto alterno llamado +44, en referencia al código de marcado internacional para dirigirse a Inglaterra, en el cual contaban con la participación de Carol Heller (de la banda punk californiana Get the Girl). Ella pronto se separó del grupo y debido a esto Mark y Travis metieron a dos nuevos guitarristas.
Travis Barker fue entrevistado varias veces desde la decisión del descanso. Ha dado muchas respuestas variadas que ha confundido a los fanes y a los medios. En una entrevista reciente con la revista Drum! Magazine, Barker dijo que la banda probablemente haría un disco en enero de 2006. De todas maneras, dijo varias veces que Blink-182 no existía más. En agosto de 2005 le dijo a la revista Kerrang: Estar en Transplants es un paso adelante para mí. Estoy en una banda con dos tipos a los que les encanta hacer música, y eso es mucho más que lo que puedo decir de un Blink-182 cerca del final.
Mark Hoppus, en una entrevista realizada en agosto de 2006, aseguró que la crisis de la banda se vio forzada por un descanso de 6 meses que Tom quería para pasar con su familia. Según Hoppus, fue el mánager quien les explicó el descanso que necesitaba Tom y la cancelación de la gira europea. Todos queremos estar con nuestras familias, pero al mismo tiempo éste es nuestro trabajo. Tom nos dijo que necesitaba al menos seis meses de descanso, aceptamos y volvimos a casa. Tras los sucesos del tsunami, la banda acordó hacer el concierto benéfico mencionado anteriormente, pero Hoppus afirma que en uno de esos ensayos para el concierto, salió la conversación del nuevo álbum de la banda y que DeLonge dijo que en el próximo disco él sólo grabaría en su casa de San Diego. No iba a viajar a Los Ángeles, él no iba a viajar a ningún sitio para grabar. Quería que Travis y yo grabásemos nuestras partes en Los Ángeles como queríamos y entonces enviarle los archivos del pro tools a San Diego para que él trabajase en ello. En esa misma entrevista, el exbajista de la banda afirma que Blink-182 se acabó de una manera muy triste: Así es como acabó, tras 13 años de compartir banda, cientos de conciertos, incontables giras y siete discos grabados, Tom no llamó para dejar la banda, lo hizo su mánager.
Tom DeLonge dio su propia versión de la ruptura de la banda y reveló que todo se inició con Box Car Racer: Mark no se lo tomó nada bien. Yo no tenía intención en hacer Box Car una prioridad, pero fue algo que le dolió realmente, no lo entendía. Travis y yo no podíamos hablar nunca con Mark, no éramos los amigos que habíamos sido. El otro motivo es que después de toda la mierda que Mark decía sobre Box Car, él y Travis comenzaron a hablar sobre +44 en nuestra última gira. Yo no me di realmente cuenta hasta que lo vi publicado en una revista. A su vez, el propio DeLonge no tardó en anunciar su nuevo proyecto, Angels and Airwaves, el cual definió como la mayor revolución del rock de esta generación. La frase dio que hablar. En una entrevista, al preguntársele el porqué de esta ya célebre frase, DeLonge contestó que sabía que debía presentar mi música de una manera totalmente distinta, con tecnología y videos. Y todo, el trabajo artístico, el marketing y lo que hicimos con este grupo es distinto de lo que hicieron otras bandas..
El 1 de noviembre de 2005, la banda lanzó el Greatest Hits, álbum que repasa lo mejor de la carrera del grupo a lo largo de sus 13 años.

### Reunión y sexto álbum (2009)
En 2008, Travis Barker y DJ-AM tuvieron un accidente en un vuelo privado, ambos sobrevivieron con serias lesiones. Durante este tiempo, Delonge volvió a hablarse tras cuatro años de silencio con Hoppus y Barker, como relata el propio Hoppus en un post de su blog, himynameismark.com:

En medio de todo lo que ha sucedido últimamente, Tom, Travis, y yo hemos hablado juntos. En primer lugar a través de una serie de llamadas telefónicas y hace un par de semanas todos nos juntamos por unas pocas horas. Ha sido genial, muy positiva las conversaciones. Estamos empezando a volver a ser amigos. Eso es bueno. Obviamente la primera pregunta para un montón de gente será ¿significa esto una reunión de Blink-182 ? La respuesta es que ninguno de nosotros lo sabe. No hemos hablado de eso en absoluto. Ahora es bueno vernos el uno al otro, volver, y dejar que el pasado sea el pasado. Los acontecimientos de los últimos dos meses sustituirán a todo lo que pasó antes. La vida es demasiado corta.
Mark Hoppus

Pero por otro lado, mientras Hoppus dirigió con cautela los rumores de una posible reunión en su blog diciendo que los exmiembros del grupo aún no saben que pasaría, Barker básicamente lo negó en un improvisado vídeo que fue publicado en TMZ en diciembre de 2008.
No dijo él. Somos amigos, todo el mundo está bastante bien. Cuando se le preguntó otra vez si el grupo estaba volviendo a juntarse respondió: No.

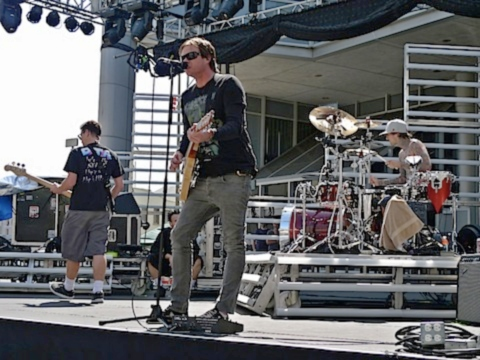
Primera presentación en vivo de la banda luego de su reformación, en 2009.

El 8 de febrero de 2009, en la 51.ª gala de los premios Grammy, Mark Hoppus anunció con un rotundo Blink-182 is back ("Blink-182 vuelve") el retorno del grupo. Al mismo tiempo que los chicos se encargaban de hacer el anuncio, se actualizó la página oficial del grupo, la cual llevaba bastante tiempo sin ser renovada. La actualización incluye una foto nueva de los tres integrantes de Blink-182, además de un mensaje en el cual anuncian un nuevo álbum y giras alrededor del mundo. Además, se habilitó la página con el merchandising. Todo lo anterior fue anunciado también en su página oficial de MySpace.
Mark Hoppus fue entrevistado en febrero por Alternative Press sobre la reformación de Blink-182 y los planes para el nuevo disco, en la cual entre otras cosas mencionó que ya tenían seis canciones para el disco y que esperaban poder lanzarlo en el 2009. En una entrevista en KROQ el 18 de mayo del 2009 la banda informó que el nuevo disco vendría a principios del 2010.
El Summer Tour mencionado durante la reformación de la banda fue concretado en abril del 2009, cuando en buzznet.com se estableció que Weezer sería la banda telonera de Blink-182 en este tour. En la edición de mayo de la revista Rolling Stone se agregaría a Fall Out Boy como telonero también. Finalmente las fechas oficiales se lanzaron el 15 de mayo del 2009 en Billboard.com; el tour está planeado para empezar el 24 de julio en Las Vegas, Nevada y terminar el 3 de octubre en Atlantic City, Nueva Jersey. Rick Devoe, mánager de la banda, también mencionó que tienen ofertas para tocar en el festival Big Day Out en Australia, como también en festivales europeos en el 2010.
Como sorpresa para los fanes, el 14 de mayo de 2009 la banda dio su primera presentación en directo desde el 2004 en el lanzamiento del Sidekick de T-Mobile en el Paramount Pictures en Hollywood California luciendo nuevos instrumentos. También la banda dio su primer show en televisión desde la ruptura en el 2005, el 18 de mayo tocaron "The Rock Show" y el 19 de mayo "All The Small Things", ambos en The Tonight Show con Jay Leno.
Según la edición lanzada en julio de la revista Alternative Press, por ahora la banda tiene al menos una canción nueva en el repertorio llamada Up all night, escrita y cantada por Tom y Mark.
Con la gira de verano terminada, los integrantes se preparan para entrar en sus proyectos siguientes, la grabación del nuevo álbum que se cree que será lanzado el a comienzos del próximo año y el tour en el extranjero, según lo publicado en sus respectivos Twitter:

El mejor tour por siempre. Gracias a todos los que vinieron a los conciertos, al equipo, agentes, managers, a todos los demás, Travis y Tom. Fue muy divertido.
Primera mañana después del tour, y ya estoy emocionado por los siguientes pasos: grabar álbum, gira en el extranjero..
Mark Hoppus

Y Thomas Delonge fue muy divertido, estoy de acuerdo, el mejor tour que he hecho, y nuestro equipo y los fanes son intocables...el mejor. Gracias..
Travis Barker

Mientras en su blog de Modlife, Tom decía lo siguiente:

"Que verano!!! Estoy en casa, exhausto de una manera extraña... Que tour!! La gente dice que fue el más importante del año en la industria, nadie lo vio venir.
Ahora me pongo mis alas de ángel y a partir de mañana tengo mucho trabajo por hacer... Matt, David, Atom y Tom unidos... estad atentos.
Tom Delonge

En noviembre de 2009, Mark Hoppus anunció que este año sacarían su nuevo álbum de estudio, tras producirse una serie de cambios en el grupo.
El primer sencillo llamado «Up all night» estará listo en poco, Mark avisó en Twitter que a comienzos de enero entraban al estudio para grabar el álbum, mientras tanto la banda dio fechas de conciertos en su PickRset para algunos festivales en Europa.
El 25 de enero de 2010 el guitarrista y vocalista, Tom Delonge anunció que la banda había discutido de lanzar su nuevo disco en el 2011.
Más tarde el día 26 de enero, Mark Hoppus publicó en su Twitter: "2011 está demasiado lejos. Haremos todo lo posible para tener un álbum de Blink-182 en 2010".
En mayo de 2010, Tom DeLonge, confirmó que el nuevo disco de la banda, tendrá entre 15 y 20 canciones, y que se lanzara en la primavera (en hemisferio sur es en otoño) del 2011. También Mark, desde su respectivo Twitter, dijo que faltan pocos días para que la banda vuelva al estudio a grabar y escribir canciones. Travis también escribió vía Twitter, que la banda está haciendo ensayos para el tour en Europa.
En una entrevista con Tom DeLonge el 30 de agosto de 2010, ha dicho que se puede oír exactamente cómo nuevo el álbum de la banda sonará a escuchar proyectos paralelos de los tres miembros. También ha comentado el nuevo álbum será una mezcla de drum and bass, indie rock y rock de estadio. «No puedo decir que hemos hecho antes, pero se puede ver la punta del iceberg en el último registro» Delonge ha comentado.

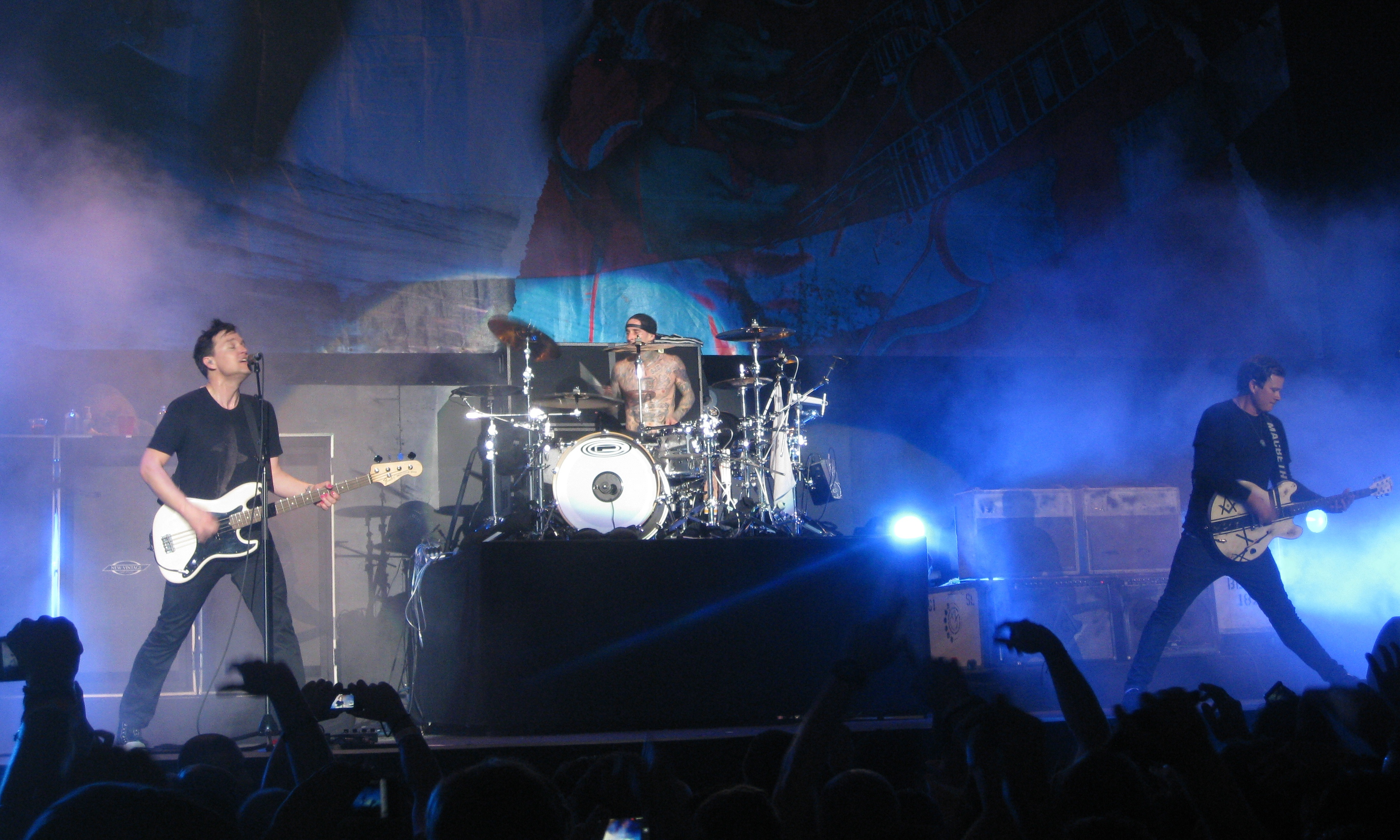
Blink-182 presentándose, en 2011.

En otra entrevista en febrero de 2011 para la MTV, Travis confirmó que el nuevo disco estaba listo para un lanzamiento de verano y afirmó: «Creo que vamos a lanzar nuestro álbum en junio o julio, la verdad...»
Y también declarando: «Se está terminando hasta el punto en el que se han terminado canciones que ya no vamos a modificar, por lo que ya son versiones de álbum».
Mientras tanto Tom en otra entrevista confirmó también que el álbum estaría absolutamente listo para el tour por Europa, más concretamente para las fechas previstas en Reino Unido. Citó textualmente: «will not tour if there is no record». Refiriéndose a que no habrá gira si no hay nuevo álbum, con lo que demuestra gran seguridad por el lanzamiento.
Meses después, debido a algunos problemas de tiempo los componentes del grupo decidieron dar la noticia de que aplazaban su esperada Gira de verano 2011 por lo que poco después Mark pidió perdón en una entrevista a la revista Kerrang!

Un mes después sorprendieron con la confirmación del Honda Civic Tour 2011, un tour que les llevaría por USA junto a My Chemical Romance.
Mientras que en agosto, se espera el tour, Blink-182 ha anunciado que el primer sencillo estará listo para julio, y el álbum estaría listo para septiembre por presión de la discográfica.

### Neighborhoods(2011)
El martes 12 de julio de 2011, Mark a través de su cuenta de Twitter confirmó que el viernes 15 de julio, saldría el primer sencillo titulado «Up All Night», también ese día, darían a conocer el nombre del nuevo álbum. La canción «Up All Night» fue lanzada finalmente el 14 de julio a través de la estación de radio KROQ en Los Ángeles, el adelanto fue supuestamente por la filtración de 30 segundos de la canción. El sencillo lanzado por la banda, ha sido lo que prometieron, una fusión de los estilos de cada uno de ellos con sus respectivas bandas, pero que conserva el estilo de su quinto disco Blink-182, dejando ver que este, su sexto álbum de estudio, es realmente una continuación de lo que ya tenían varios años atrás.
Después de haber lanzado «Up All Night» como primer adelanto, la banda lanzó la canción «Heart's All Gone» el día jueves 4 de agosto. Mark Hoppus en su cuenta de Google+ reveló una página de internet (heartsallgone.com) dedicada a una nueva canción. La página contenía un fondo blanco con el «smily» logo en el centro. El título de la página decía «Command A» lo cual en PC sería «Ctrl + A». Al presionar esta combinación de botones se revelaba no solo la letra pero la posibilidad de reproducir una nueva canción contenida en Neighborhoods llamada «Heart's All Gone». Mark confirmó que esta canción estaría en el nuevo álbum. Críticos y fanes afirmaron que «Heart's All Gone» tenía un sonido referente al álbum de Blink-182: Dude Ranch lanzado en 1997.
El 6 de septiembre, Mark Hoppus a través de su cuenta de Twitter anunció que en cuestión de horas, pasarían un nuevo tema del próximo disco, en exclusiva por la radio, dicho tema se titula «After Midnight». A partir de ese día, se puede conseguir por ti mismo en get182.com. La canción fue muy bien recibida por los fanes y es la canción favorita del baterista Travis Barker, según el guitarrista/vocalista Tom DeLonge. Anteriormente había sido titulada Travis Beat. «Una canción romántica con un ritmo poco convencional para una canción de este tipo, pero digna para salir al final de cualquier film romántico», han sido algunas de las críticas de la prensa al respecto a «After Midnight».
Lamentablemente para la banda, el 14 de septiembre el álbum en su versión Deluxe logró filtrarse en internet. En cuestión de solo unas horas, miles de descargas ya se habían realizado haciendo casi imposible detener su reproducción. Ante esto, se cree que varias cabezas de personas dentro de la compañía representante de Blink-182 «han rodado». Uno de los comentarios que dio la banda fue: «Bueno... vamos a escucharlo», por parte de Mark Hoppus en su cuenta de Google+, Mark comento que «Me dormí a las cuatro de la mañana, y sin motivo alguno me levante a las siete, con una extraña premonición. Miré mi Twitter y ahí estaba», también señaló que no fue la idea de ellos filtrarlo.

### Gira europea
En 2012 la banda actuó en países europeos en los que nunca había estado antes, como Portugal y España, y regresó a otros como Reino Unido, Travis Barker se movía por carretera, barco y tren, ya que desde su accidente aéreo tiene miedo a volar. El 9 de mayo Blink-182 hizo una publicación en su Facebook diciendo que cancelaban la pequeña gira americana que iban a hacer, debido al mal estado de salud del baterista de la banda, Barker requería una urgente amigdalectomía por lo cual cancelaban las fechas de mayo en USA, pero que no cancelarían la gira europea que comenzó el 7 de junio.

### Segundo EP
En una declaración para Kerrang Mark Hoppus dijo: “Estoy escribiendo nuevas canciones para Blink-182, no tengo planes de escribir canciones para nadie más. Si lo hago, sería una colaboración, pero todo lo que estoy escribiendo ahora es para Blink-182. En el momento en que las canciones lleguen a Tom y Travis, y trabajemos como banda, quien sabe como sonaran”.
Después de Neighborhoods, la banda sintió que los métodos que utilizaron para grabar el álbum fueron inadecuados. Además, en ese entonces la banda estaba pasando por algunas dificultades. Así que durante la gira 20th Anniversary Tour en Europa, Barker fue el primero en acercarse a DeLonge y Hoppus con la idea de regresar de inmediato al estudio en otoño. Ellos entraron al estudio el 5 de noviembre.
En el mes de noviembre se dio a conocer que la banda sacaría un EP especial para Navidad que saldría en diciembre, revelaron que contendrá 5 canciones. El 10 de diciembre de 2012, el primer sencillo de su EP navideño, titulado “Boxing Day” es publicado y aparece en la página de Youtube, siendo re-subido por varios miembros de la comunidad en la misma página. Esta canción a diferencia su antiguo sencillo “Won't Be Home For Christmas” (que aunque hablaba de estar solo en Navidad, lo hacía de un modo más satírico y cómico), se caracteriza por una atmósfera nostálgica y mucho más madura. El EP fue lanzado al mundo entero el día 18 de diciembre de 2012. Podía ser adquirido mediante itunes o medianto formato de CD con diferentes packs en los que se incluían artículos de la banda, como camisetas oficiales, sudaderas y "sorpresas especiales" como el propio grupo anunció días antes del lanzamiento.
En el mes de octubre se dio a conocer que en febrero de 2013 se empezaría a grabar el nuevo disco, después del anuncio de que Blink-182 ya es una banda independiente.[cita requerida]

### Segunda salida de Tom DeLonge, entrada de Matt Skiba y finalización del nuevo álbum

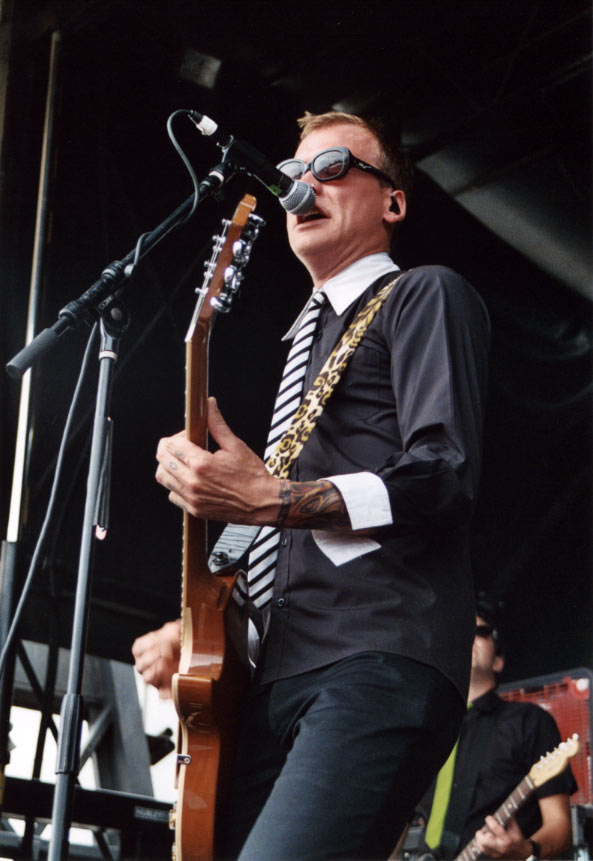
Matt Skiba quien reemplazara a Tom DeLonge tocando junto a Alkaline Trio

A finales de enero de 2015, la radio KROQ a través de su web, dijo que Tom DeLonge deja la banda indefinidamente, y es sustituido por Matt Skiba. Más tarde el propio DeLonge desmiente esto. En realidad en esa ocasión Skiba lo sustituyó pero solo para tocar en el Musink Festival, festival de música y tatuajes. Ya que DeLonge había estado distante con Mark y Travis, ellos querían entrar a grabar el nuevo disco en el estudio, pero una semana antes de la fecha pactada para empezar, Mark y Travis reciben un correo del mánager de Tom, explicando que DeLonge no quería participar en proyectos de Blink-182 de manera indefinida, más bien quería trabajar en sus proyectos que no tienen que ver con la música. Travis Barker y Mark Hoppus planean respetar todos los compromisos adquiridos incluyendo el Musink Festival, y están contentos de que Matt Skiba se una al proyecto. No hay rencores, pero el show debe continuar por los fanes, dicen. Más tarde DeLonge seguía afirmando que él nunca ha abandonado la banda. Poco tiempo después Mark Hoppus y Travis Barker deciden sacar a la luz toda la verdad en una entrevista con la revista Rolling Stone (véase la entrevista). Donde básicamente dicen que Tom nunca se tomó en serio Blink-182 después de su regreso en 2009, diciendo cosas como, Travis: cuando grabamos Neighborhoods, al terminar de grabar una canción, Tom ni se molestaba en oír el demo. Mark: Travis, yo y todo el equipo de blink-182 hemos estado tratando de acomodar todo para cumplir lo que Tom quería hacer. Tom me llamó en octubre de 2012 y me dice: “Quiero hacer un EP para Navidad”. Yo vivía en Londres y cinco días después estaba tomando un avión a Los Ángeles para grabar porque él quería. Hemos hecho todo para darle a Tom lo que él dice que necesita. Han sido años de constante forcejeo y debo decirlo: Es humillante estar en una banda en la que debes estar disculpándote por lo que uno de nosotros hace todo el tiempo. Así es como se ha sentido por un largo tiempo. Por esta y otras cosas, es como Hoppus y Barker desvelaron toda la verdad. Un poco más tarde Tom dio su versión (véase su declaración), diciendo cosas como que el quería grabar el disco pero a su debido tiempo, primero ya tenía planeado otros proyectos relacionados con Angeles and Airwaves tales como un libro, cómics, una película, Tom dice que siempre invitó a Mark y a Travis a participar, pero a ellos pareció no interesarles. Nunca quise que las cosas se envenenaran. Poco después Hoppus y Barker siguen alegando en los medios, que Tom ya no está interesado en Blink. Más tarde, finalmente DeLonge acepta que deja de la banda, pero en buenos términos. Días después publica en su Twitter demos de canciones que tenía compuestas para Blink-182, poniendo 'canciones huérfanas'. Pero las utlizaria para más tarde en abril publicarlas en su álbum en solitario To the Stars... Demos, Odds and Ends. Pasa el tiempo y Matt Skiba sigue tocando en conciertos con Blink-182, sustituyendo en la voz a Tom DeLonge, finalmente Mark y Travis dicen que Matt Skiba pasa a ser miembro permanente de Blink-182, con esto, en septiembre de 2015, Blink-182 entra al estudio a terminar el álbum, con el nuevo miembro Skiba. Poco tiempo después Tom DeLonge dice: estoy totalmente dispuesto e interesado en tocar con blink-182 de nuevo. Según confirmó Alternative Press el nuevo álbum saldría en 2016.
En marzo de 2016, Travis Barker anunció durante una corta entrevista que ya habían terminado el álbum y que solo faltaría seleccionar las 12 o 14 canciones que finalmente aparecerán en el nuevo disco. También comentó que en los próximos dos meses, durante el verano, el primer sencillo será lanzado y anunciaran un nuevo tour.

### California(2016-2018)

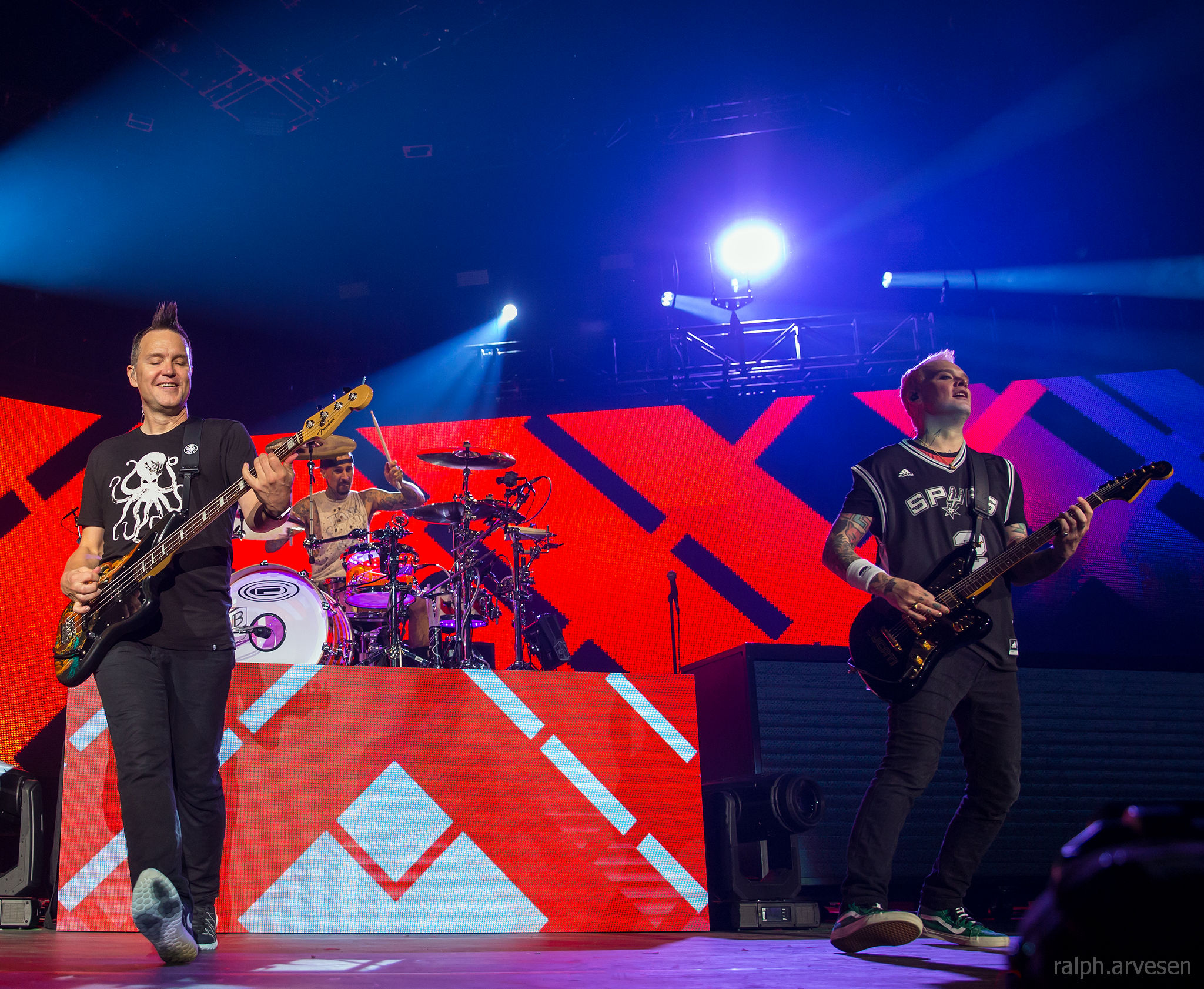
Blink-182 durante una presentación en San Antonio, Texas, en julio de 2016.

El primer sencillo "Bored to Death", del séptimo álbum de estudio de la banda (California), tenía previsto estrenarse en la radio KROQ el 28 de abril de 2016 pero fue filtrado accidentalmente, mediante medios oficiales de la banda, el 27 de abril. En la entrevista en KROQ, la banda confirmó que el álbum será lanzado el 1 de julio de 2016 y las fechas del tour de ese mismo año. El grupo lanzó un adicional de tres canciones: "Built This Pool" el 5 de mayo, "Rabbit Hole" el 8 de junio y" No Future" el 23 de junio de 2016, aunque ninguno de estos fueron seleccionados como sencillos hasta el momento. "She´s Out Of Her Mind" fue lanzado como el segundo sencillo del disco el 1 de agosto de 2016 junto a un videoclip homenaje/adaptación de su clásico "What´s My Age Again?".
Con el fin de apoyar este álbum llevaron a cabo una gira por Norteamérica durante los meses de julio y octubre de 2016. Entre las bandas que acompañaron a blink 182 durante la gira se encuentran A Day to Remember, y All-American Rejects y All Time Low en algunas fechas. Actualmente la banda se encuentra trabajando en la versión deluxe de "California", que incluirá nuevas canciones y que verá su llegada a principios de 2017. También se ha confirmado una gira por Europa a mitad del mismo año.
El 16 de marzo el 2017, Blink-182 da a luz su primer sencillo para la versión deluxe de California, llamada "Parking Lot", junto a este sencillo, se confirma la fecha del álbum, el cual saldrá el 19 de mayo, y contará con 11 canciones nuevas y una versión acústica de Bored To Death. El 29 de marzo se estrena el segundo sencillo, llamado "Misery", junto a esto se publica una entrevista por Alternative Press, donde Mark Hoppus confirma que él, Matt y Travis volverán al estudio a finales de año para empezar a escribir el próximo álbum.

### Otros proyectos y Nine (2018 - 2021)
La banda firmó un acuerdo de residencia de 16 fechas con el Palms Casino Resort en Las Vegas. Los espectáculos, conocidos como "Kings of the Weekend", se realizarán en fines de semana selectos a partir del 26 de mayo de 2018 y finalizarán el 17 de noviembre de 2018. La banda tuvo que reprogramar varias fechas de giras de residencia luego de que Barker desarrolló coágulos de sangre en sus brazos. Después de que Barker fue dado de alta por sus médicos, la banda reanudó las fechas en Las Vegas el 26 de octubre de 2018.
El 6 de mayo de 2019, la banda anunció una gira de verano en Norteamérica con el rapero estadounidense Lil Wayne y la banda de pop punk galesa Neck Deep. Al día siguiente, la banda firmó con Columbia Records y anunció un nuevo sencillo titulado "Blame It on My Youth".
El 22 de mayo de 2019, Hoppus expresó interés en realizar un espectáculo en honor al vigésimo aniversario del álbum en vivo The Mark, Tom y Travis Show (The Enema Strikes Back). Al día siguiente, DeLonge manifestó que estaba abierto a participar en el proyecto, que, según se dice, estaba en conversaciones con Hoppus y Barker para hacerlo. Sin embargo, Hoppus declaró más tarde que los rumores de que DeLonge se reincorporara a la banda eran "completamente infundados".
El 25 de julio de 2019, el álbum fue anunciado titulado Nine donde será lanzado del 20 de septiembre de 2019 y se lanzó el mismo día otra canción llamada "Darkside".
El 7 de agosto de 2020, el trío lanzó un nuevo sencillo titulado "Quarantine", que fue grabado sin la participación de Skiba debido a la falta de un estudio de grabación en casa. Más tarde en el mismo mes, Hoppus declaró que la banda estaba trabajando en un nuevo EP programado para lanzarse en 2021, además de anunciar una canción con Juice Wrld, ninguna de las cuales ha sido lanzada en este momento.
A principios de 2021, Travis Barker reveló en un comentario de Instagram que un nuevo álbum saldría más adelante durante el año, pero nunca ocurrió.

### Regreso de DeLonge, gira mundial y nuevo álbum (2022-presente)
En octubre de 2022, la banda anunció el regreso de Tom DeLonge a su alineación, una nueva canción llamada “Edging”, un nuevo álbum para 2023 y una nueva gira mundial que iniciará el 11 de marzo de 2023 en Tijuana, México y terminará el 26 de febrero de 2024 en Nueva Zelanda. Finalmente, el 1 de marzo de 2023 la banda anuncia que debido a que Travis Baker sería sometido a una cirugía por una lesión grave en su dedo, todos los conciertos programados para Latinoamérica serían cancelados y reprogramados más adelante, incluyendo la participación de la banda en el festival Lollapaloza Argentina, Chile y Brasil.El 2 de mayo de 2023, la banda anunció la reprogramación para las fechas de Latinoamérica en México y Perú, las fechas de los otros países se anunciarán cuando los festivales Lollapaloza (Chile, Argentina y Brasil), Asuncionico (Paraguay) y Estéreo Picnic (Colombia) anuncien sus Line-Up para 2024.
La banda estuvo de gira la mayor parte de 2023, empezaron con una participación sorpresa en el Coachella Festival el 14 de abril, un mes después de que cancelaran la gira latinoamericana, esta fue la primera presentación de la banda con DeLonge desde octubre de 2014. Luego el 23 de abril tocaron en Coachella nuevamente para reemplazar a Frank Ocean, quien se bajo del festival unos días antes. El 4 de mayo, empezaron oficialmente su gira “World tour 2023/2024”, en St paul, MN. En agosto, la banda nuevamente cancelo presentaciones, esta vez en el Reino Unido, debido a que la esposa de Travis Barker, Kourtney Kardashian, tuvo problemas con su embarazo y Barker tuvo que volar de emergencia de vuelta a Estados Unidos. En septiembre, la gira llegó a Europa, partiendo el 8 de ese mes en Bélgica y terminando el 16 de octubre en Mánchester con dos fechas vendidas. Durante esta parte del año, la banda lanzó nuevas canciones, el 21 de septiembre lanzaron dos canciones, “ONE MORE TIME” y “MORE THAN YOU KNOW”, unas semanas después, lanzaron “DANCE WITH ME” el 5 de octubre, el 13 de octubre lanzaron “FELL IN LOVE”, que incluía la participación de Robert Smith de The Cure en la escritura, y el 18 de octubre, dos días antes del lanzamiento oficial de su nuevo álbum lanzaron “YOU DON’T KNOW WHAT YOU’VE GOT”.
El 20 de octubre de 2023, blink-182 lanzó su noveno álbum, “ONE MORE TIME…”, su primer álbum en 4 años y el primero con DeLonge desde 2011. 
El 22 y 23 de octubre, tocaron en el festival “When We Were Young”, donde compartieron escenario con bandas como Green Day, Sum-41, The Offspring y muchas más, concluyendo todos sus conciertos del año.
En febrero de 2024 blink-182 vuelve a la carga para seguir con su gira mundial en Oceanía, empezando el 8 de febrero en Perth y terminando el 2 de marzo en Auckland, esta es la primera vez que el trío clásico se presenta en este continente desde 2004, ya que en 2013 Travis Barker no viajó con sus compañeros por su miedo a volar, miedo que supero en la pandemia. El 12 de marzo finalmente llegan a Sudamérica, haciendo su debut en Lima, Perú en el Estadio San Marcos con The Offspring como teloneros. 3 días después el 15 de marzo se presentan en Lollapalooza Argentina, coincidiendo con el cumpleaños 52 del bajista Mark Hoppus. Un día después cruzan la cordillera de los Andes y se presentan en Lollapalooza Chile. Vuelven los problemas el 19 de marzo, cuando en su presentación en el festival paraguayo “Asuncionico” Tom DeLonge sufre una descompensación por la elevada temperatura, finalmente pudo terminar el concierto sin muchos problemas. El 22 de marzo llegan a Lolapalooza Brasil, donde al final del concierto Tom DeLonge se emociona debido al amor demostrado hacia la banda por parte del público brasileño. El 24 de marzo la banda hace su debut en Colombia tocando en el festival “Estereo Picnic”. El 30 de marzo vuelven a México después de 20 años para presentarse en el festival “Tecate Pal Norte”. Para su fecha en el palacio de los deportes el 2 de abril, Mark Hoppus estaba notoriamente enfermo, casi no pudiendo hablar, por lo que la segunda fecha agendada para el 4 de abril fue cancelada y re agendada para final de año.
El 20 de junio blink-182 empieza el “One More Time Tour”, gira que duraria 2 meses y que los llevaria por varias ciudades de Estados Unidos, empezando en Orlando, Fl. Durante esta gira la banda se presentó por segunda vez en Lollapalooza Chicago, después de 7 años. Durante los conciertos, la banda toco una canción inédita llamada “CAN’T GO BACK”, que se lanzaria en una nueva versión de ONE MORE TIME junto a otras canciones inéditas, llamado “ONE MORE TIME…PART 2, en agosto. El 23 y 24 de agosto tocaron en los festivales “Reading” y “Leeds” respectivamente, después de 10 años de tocar la última vez en ambos. Del 26 al 30 de ese mes, tocaron sus 4 fechas re agendadas en el reino unido que habían cancelado en septiembre de 2023. El 4 y 11 de octubre, blink-182 se presenta dos veces en el festival “Austin Limits”. El 9 de noviembre, la banda toca su fecha re-agendada en el palacio de los deportes en México, que había tenido que cancelarse en abril.
El 13 de febrero de 2025, la banda toca un show de apoyo a los cuerpos de bomberos de Los Ángeles junto a Alkaline Trio, debido a los trágicos incendios que azotaron la ciudad las semanas previas. En este show, el vocalista y guitarrista de Alkaline Trio Matt Skiba se sube al escenario con la banda para interpretar “Bored to Death”, primera canción que se lanzó con Skiba en 2016.
En marzo anuncian su regreso al festival “Aftershock” después de 6 años y como cabecera de cartel, donde estarán junto a bandas como Deftones, Korn, Bring me the horizon y muchas más.
En abril, Mark Hoppus lanza su autobiografía “Fahrenheit-182”. En una entrevista para promocionar el libro, Hoppus menciona que la banda esta empezando a trabajar en nueva música. Ese mismo mes anuncian “Missionary Impossible”, una gira estadounidense junto a Alkaline Trio que se llevara a cabo entre agosto y octubre.

## Miembros
Miembros actuales
- Mark Hoppus: voz principal y coros, bajos y contrabajo (1992-2005 y 2009-presente)
- Tom Delonge: voz principal y coros, guitarras, teclados (1992-2005; 2009-2015; 2022-presente)
- Travis Barker: batería, percusiones y teclados (1998-2005 y 2009-presente)

Miembros anteriores
- Scott Raynor: batería (1992-1998)
- Matt Skiba: guitarras, voz y coros (2015-2022)

Antiguos músicos de gira
- Byron McMackin: batería (1999)
- Josh Freese: batería (1999)
- Damon DeLaPaz: batería (1999 y 2000)
- Brooks Wackerman: batería (1999 y 2013)

Línea de tiempo

## Discografía
| Álbumes de estudio - 1995: Cheshire Cat - 1997: Dude Ranch - 1999: Enema of the State - 2001: Take Off Your Pants and Jacket - 2003: Blink-182 - 2011: Neighborhoods - 2016: California - 2019: Nine - 2023: One More Time... - 2024: One More Time... Part-2 |

## Premios y nominaciones
| Año  | Premio                          | Categoría              | Nominado  | Resultado | Referencias |
| ---- | ------------------------------- | ---------------------- | --------- | --------- | ----------- |
| 2025 | Nickelodeon Kids' Choice Awards | Grupo musical favorito | Blink-182 | Nominado  | [ 54 ]      |